# 스완즈콤 원인

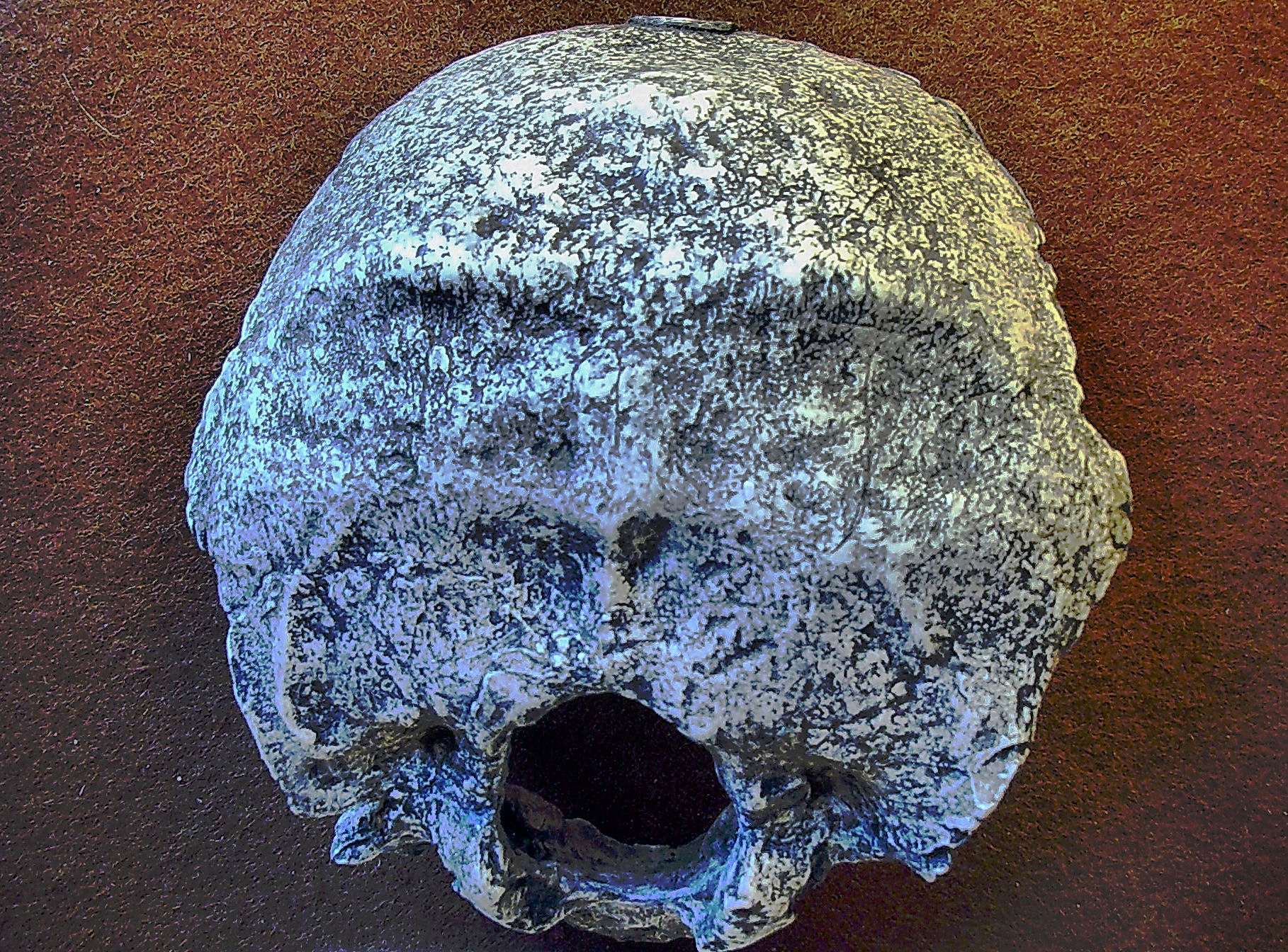

스완즈콤 원인 또는 스완스컴브 원인(Swanscombe原人)은 영국 노스켄트 주 스완즈콤(Swanscombe)에서 발견된 원인 화석으로 같은 형태의 화석이 프랑스의 퐁테슈바드에서도 발견되었다. 네안데르탈인 이전에 존재한 인류 화석임에도 현생 인류를 닮아 논쟁이 되었다. 1990년대 이후 이들은 호모 헤이델베르겐시스의 한 종으로 보고 있다.
스완즈콤의 템즈강변의 계곡에서 두개골 파편 여러 개가 하천 퇴적층에서 드러나면서 발견되었다. 강변에서는 인간의 화석들과 함께 돌도끼와 주먹도끼, 늑대, 말, 쥐, 사슴, 사자 등과 같은 26종의 동물뼈도 인근에서 함께 발견되었다. 인간의 두개골 파편들 중에 잘 보존되어 있던 것들은 두뇌를 덮고 있던 후두부가 보존된 것들이었다. 그러나 얼굴 부분이 깨진 형태였다.
화석들은 젊은 여성들의 것으로 얼굴 부분은 깨졌으나 후두부가 둥글고 현대인에 가까운 것이 논란이 되었다. 두개골의 굵기는 두꺼웠으며, 프랑스의 퐁테시바드에서도 비슷한 형태의 해골 화석이 발견되어 논란이 되었다. 초기에는 호모 에렉투스로 분류되다가 호모 사피엔스로도 분류되었다가 호모 헤이델베르겐시스로 확정되었다. 두뇌 용량은 1200~1330cc였다.

## 같이 보기
- 호모 헤이델베르겐시스
- 슈타인하임 원인
- 네안데르탈인
- 딩춘인